# Qaidu
|  | Per a altres significats, vegeu «Qaydu». |

Qaidu o Kaidu (ᠺᠠᠶᠳᠣ) fou un llegendari cap d'ulus (tribu) mongol que vivia vers l'any 1000. Qaidu va derrotar a la tribu rival dels djelair, una tribu turca, i va començar a tenir entre la seva clientela un cert nombre de famílies de diverses tribus turcomongoles.
La tradició el fa ancestre de Genguis Kan.